# Крилатка смугаста
Крилатка смугаста (Pterois volitans) — риба родини скорпенових (Scorpaenidae). Зустрічається в тропічних морях.

## Опис
Довжина тіла риби близько 30 см, воно розписане яскравими світлими смугами. Це хижі риби. Вони можуть спокійно ковтати риб довжиною до двох третин власної. Голками ці риби атакують своїх жертв. Забарвлення тіла червоне з численними світлими смужками; грудні плавці великі (звідси назва), хоча літати крилатка не може. Вага риби досягає 1 кг. Крилатка має довгі стрічки спинних і грудних плавників — в цих розкішних вієроподібних плавцях таяться гострі отруйні голки. Укол колючками цієї риби дуже болючий. За різким болем слідує погіршення стану, яке закінчується паралічем скелетної і дихальної мускулатури. Якщо потерпілого не витягнути негайно на берег, він потоне.

## Місця проживання
Зустрічаються в прибережних водах Червоного моря, в тропічних водах Індійського і Тихого океанів — біля берегів Китаю, Японії та Австралії.